# Banc de Palafrugell
El Banc de Palafrugell va ser un banc de la vila de Palafrugell, actiu entre 1920 i 1929, impulsat per un seguit de prohoms locals arran de la bonança econòmica que havia arribat a la zona amb la indústria tapera (suro), entre els quals destaca Joan Miquel Avellí. Va arribar a tenir sucursals a Sant Feliu de Guíxols, Torroella de Montgrí i La Bisbal d'Empordà, tot i que no va aconseguir aguantar la crisi econòmica de 1929.